# 恩特普赖斯 (阿拉巴马州)
恩特普赖斯（英語：Enterprise）是美国亚拉巴马州下属的一座城市，面积约为31.24平方英里（约合80.91平方公里）。根据2020年美國人口普查，该市有人口28,711人，人口密度为927.42/平方英里（约合358.08/平方公里）。